# Брокостела
Брокостѐла (на италиански: Broccostella) е малко градче и община в Централна Италия, провинция Фрозиноне, регион Лацио. Разположено е на 307 m надморска височина. Населението на общината е 2823 души (към 2010 г.).